# Brisinga insularum
Brisinga insularum är en sjöstjärneart som beskrevs av James Wood-Mason och Alcock 1891. Brisinga insularum ingår i släktet Brisinga och familjen Brisingidae.
Artens utbredningsområde är Lackadivsjön. Inga underarter finns listade i Catalogue of Life.